# Liste der Bodendenkmale in Groß Schacksdorf-Simmersdorf
In der Liste der Bodendenkmale in Groß Schacksdorf-Simmersdorf sind alle Bodendenkmale der brandenburgischen Gemeinde Groß Schacksdorf-Simmersdorf und ihrer Ortsteile aufgelistet. Grundlage ist die Veröffentlichung der Landesdenkmalliste mit dem Stand vom 31. Dezember 2020.
Die Baudenkmale sind in der Liste der Baudenkmale in Groß Schacksdorf-Simmersdorf aufgeführt.
|   | Gemarkung               | Flur    | Kurzansprache | Bodendenkmalnummer | Bemerkung | Bild |
| - | ----------------------- | ------- | --- | ------------------ | --------- | ---- |
| 1 | Groß Schacksdorf (Lage) | 1, 2, 5 | Turmhügel deutsches Mittelalter, Friedhof Neuzeit, Dorfkern deutsches Mittelalter, Dorfkern Neuzeit, Kirche deutsches Mittelalter, Kirche Neuzeit, Friedhof deutsches Mittelalter, Schloss Neuzeit | 120030             |           |      |
| 2 | Groß Schacksdorf (Lage) | 1       | Siedlung römische Kaiserzeit | 120331             |           |      |
| 3 | Groß Schacksdorf (Lage) | 1       | Gräberfeld römische Kaiserzeit, Gräberfeld Bronzezeit | 120552             |           |      |
| 4 | Groß Schacksdorf (Lage) | 5       | Rast- und Werkplatz Steinzeit, Siedlung Bronzezeit, Siedlung Eisenzeit | 120554             |           |      |
| 5 | Simmersdorf (Lage)      | 2       | Gräberfeld Bronzezeit | 120612             |           |      |
| 5 | Simmersdorf (Lage)      | 3       | Gräberfeld Bronzezeit | 120614             |           |      |
| 6 | Simmersdorf (Lage)      | 2       | Mühle Neuzeit, Dorfkern Neuzeit, Dorfkern deutsches Mittelalter | 120615             |           |      |
| 7 | Simmersdorf (Lage)      | 3       | Siedlung Bronzezeit, Siedlung Eisenzeit | 120616             |           |      |
| 8 | Simmersdorf (Lage)      | 1, 2    | Siedlung römische Kaiserzeit | 120617             |           |      |